# Cyrtodiopsis concava
Cyrtodiopsis concava är en tvåvingeart som beskrevs av Yang och Chen 1998. Cyrtodiopsis concava ingår i släktet Cyrtodiopsis och familjen Diopsidae.
Artens utbredningsområde är Yunnan (Kina). Inga underarter finns listade i Catalogue of Life.